# Jinchengjiang
Jinchengjiang är ett stadsdistrikt och säte för stadsfullmäktige i Hechi i den autonoma regionen Guangxi i sydligaste Kina.